# The Lost Paradise (film 1916)
The Lost Paradise è un cortometraggio muto del 1916 diretto da Howell Hansel che aveva come interpreti Tom Moore, Anna Q. Nilsson, Octavia Handworth.

## Produzione
Il film fu prodotto dall'Arrow Film Corporation con il titolo di lavorazione Branding the Innocent.